# Joel A. Battle
Joel Allen Battle (19 september 1811 – 23 augustus 1872) was een Amerikaanse politicus en soldaat. Hij werd tijdens de Tweede Seminole oorlog benoemd tot brigadegeneraal het militieleger van Tennessee. Tijdens de Amerikaanse Burgeroorlog was hij kolonel in het Zuidelijke leger.

## Vroege jaren
Joel Battle werd geboren op 11 september 1811 in Davidson County, Tennessee. Hij werd wees op jonge leeftijd. Na zijn schooltijd huwde hij Sarah Searcy op negentienjarige leeftijd. Hun eerste zoon William werd al snel geboren. Twee jaar later was Sarah overleden. Om zijn verlies te verwerken gaf hij zich vrijwillig op om deel te nemen aan de Tweede Seminole oorlog. Hij rekruteerde een peloton in Cane Ridge. In 1835 werd hij benoemd tot brigadegeneraal in de Tennessee State Guard. Na de oorlog huwde hij voor de tweede keer. Zijn tweede echtgenote was Adeline Sanders Mosley. Het koppel kreeg samen zes kinderen. Battle werd verkozen om te zetelen in het staatsparlement van Tennessee voor de Whigs

## De Amerikaanse Burgeroorlog
Bij het uitbreken van de Amerikaanse Burgeroorlog rekruteerde Battle een infanteriepeloton in Nolensville, Tennessee in april 1861. Hij noemde zijn peloton de Zollicoffer Guards naar Felix Zollicoffer waarmee hij had gediend tijdens de Tweede Seminole oorlog. Het peloton werd opgenomen in de 20the Tennessee Infantry Regiment waarbij Battle benoemd werd tot kolonel. Het regiment werd toegevoegd aan de strijdmacht van Battles goede vrien Zollicoffer. Tijdens de Slag bij Mill Springs sneuvelde Zollicoffer en raakte Battels zoon, luitenant Joel Battle Jr. gewond.
Zijn regiment vocht mee in de Slag bij Shiloh. Tijdens die confrontatie verloor Battle twee zonen, Joel Jr. en William. De gewonde kolonel werd gevangen genomen terwijl hij zijn zonen op het slagveld zocht. Williams lichaam werd nooit gevonden. Het lichaam van Joel Jr. werd geïdentificeerd door de Noordelijke soldaat John Calvin Lewis, een oude studiegenoot van Joel Jr. Lewis begroef Joel Jr. met eigen handen. Na zijn gevangenneming werd de gedemoralizeerde Battle naar Johnson's Island gebracht. Dit was het einde van zijn militaire loopbaan.
Na een gevangenenruil keerde Battle terug naar zijn thuisstaat waar hij werd benoemd tot state Treasurer. Deze positie behield hij tot het einde van de burgeroorlog.

## Latere jaren
Na de oorlog werd Battle benoemd tot directeur van de staatsgevangenis van Tennessee. Hij bekleede dit ambt tot aan zijn dood op 23 augustus 1872. Hij overleed aan de gevolgen van dysenterie.